# Jules Benoit-Lévy

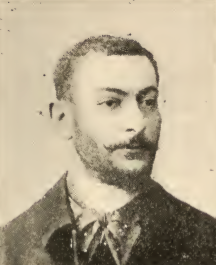
Jules Benoit-Lévy, 1896

Jules Benoit-Lévy (* 27. Februar 1866 in Paris; † 14. März 1952 in Nogent-sur-Marne) war ein französischer Maler und Fotograf, bekannt für seine Landschafts-, Genre- und Figurenmalerei.  

## Leben
Jules Benoit-Lévy wurde als Sohn von Baruch Benoit-Lévy und Julie Strasburger in Paris geboren. Er studierte an der École nationale supérieure des beaux-arts in Paris bei Gustave Boulanger, Henri-Lucien Doucet und Jules-Joseph Lefebvre. Während seiner Karriere stellte er regelmäßig im Salon des Artistes Français aus, wo er 1895 eine Medaille dritter Klasse, 1901 eine ehrenvolle Erwähnung und 1911 eine weitere Medaille dritter Klasse erhielt.  

## Werk

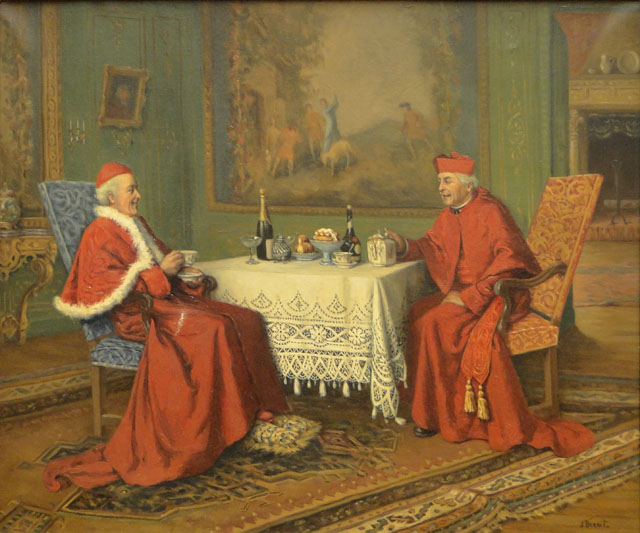
Zwei Tee trinkende Kardinäle (zwischen 1886 und 1925); Öl auf Leinwand

Jules Benoit-Lévy war ein Maler, der sich in verschiedenen Genres versuchte. Besonders bekannt sind seine Darstellungen von Kardinälen in alltäglichen Situationen, ein damals beliebtes Thema. Seine Werke zeigen oft eine genaue Beobachtung der Atmosphäre, manchmal in hellen, leuchtenden Farben, grün oder orange, manchmal grau und in Nebel gehüllt. Um 1900 reist er in die Niederlande und hält sich auf der Insel Marken auf, wo etwa fünfzig Gemälde entstehen, die das Alltagsleben und typische Interieurs darstellen. 1902 stellt er fünfzig dieser Bilder in Paris aus.  
Jules Benoit-Levy betätigte sich auch als Fotograf. Von seinen Reisen, die ihn von der Bretagne bis in die Niederlande führten, brachte er Fotografien mit, die ihm als Material für seine Gemälde von Alltagsszenen und Landschaften dienten. Sein Blick ist oft der eines Ethnografen. Trotz seines Alters von 45 Jahren nahm er am Ersten Weltkrieg teil: Er war im Hinterland stationiert und fotografierte das Leben der Truppen im Osten. Nur die Schlacht in den Argonnen 1915 wurde von ihm fotografiert. Er beendet seine Reportagen 1916, wahrscheinlich weil er mit 50 Jahren in den Ruhestand versetzt wird. In den 1920er Jahren kehrte er an die Schauplätze des Ersten Weltkriegs zurück und fotografierte Trümmerfelder, Ruinen und Friedhöfe. Im Jahr 2021 schenkten seine Erben 1000 Glasplatten dem französischen Staat.